# Scopula densicornis
Scopula densicornis là một loài bướm đêm trong họ Geometridae.